# Andreaea mitchellii
Andreaea mitchellii là một loài rêu trong họ Andreaeaceae. Loài này được Broth. & Dixon mô tả khoa học đầu tiên năm 1912.